# Brasserie Godot
För andra betydelser, se Brasserie (olika betydelser).

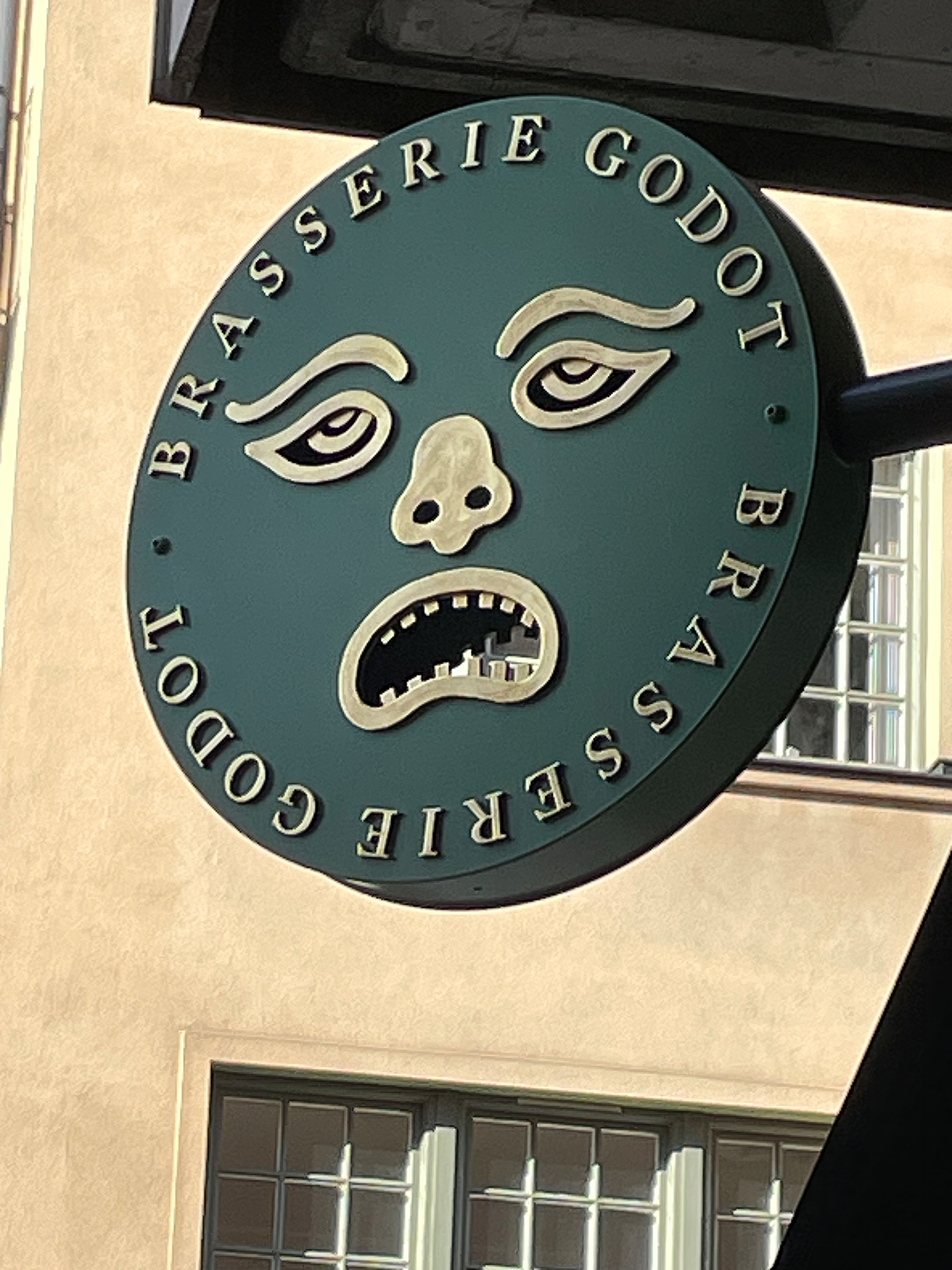
Brasserie Godots klassiska skylt med förgyllt motiv i lågrelief.

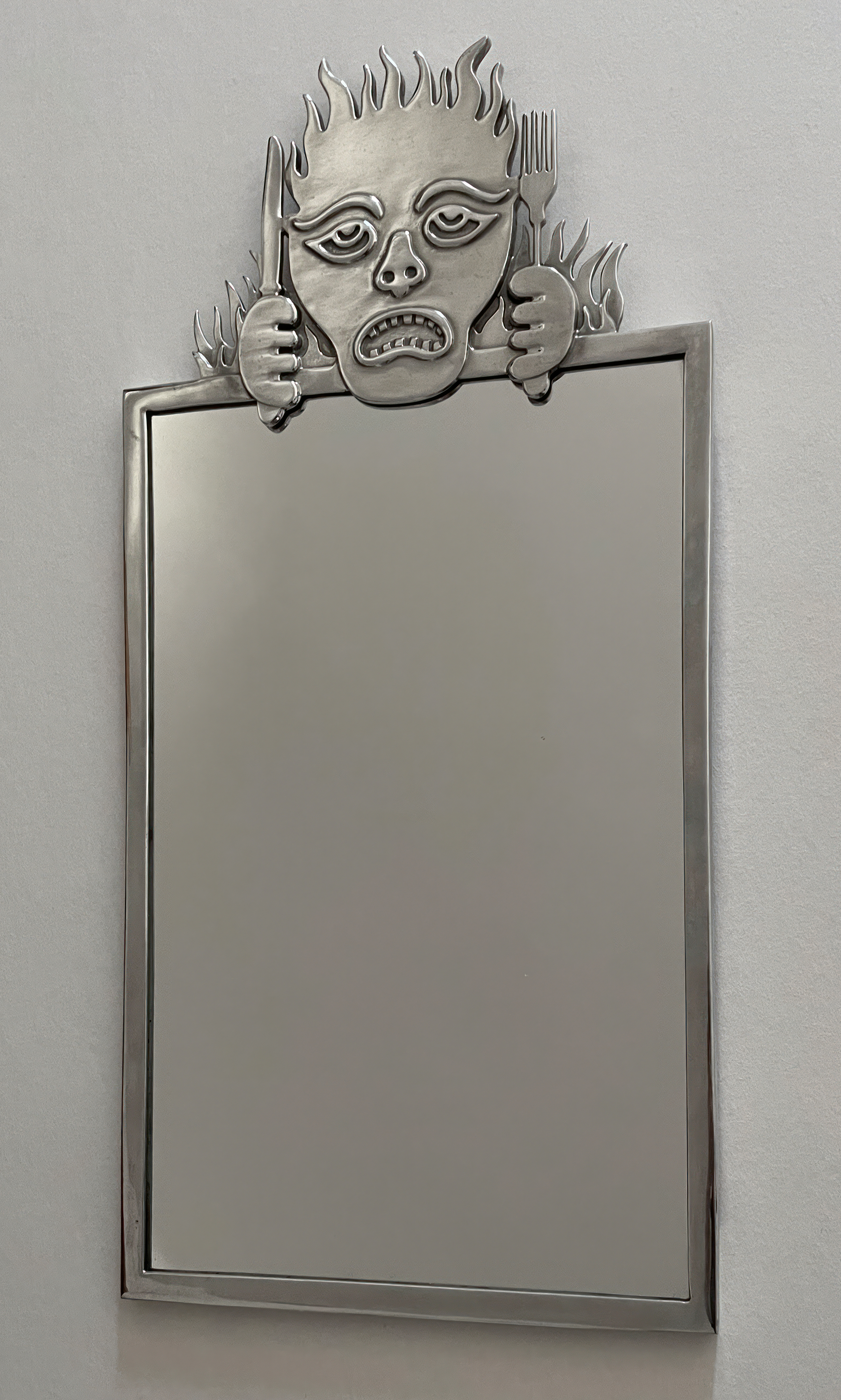
Krönt spegel av tenn tillverkad för restaurangens interiör.

Brasserie Godot är en restaurang, belägen vid Grev Turegatan 36 i Stockholm. Restaurangen grundades 2001 och har en fransk inriktning på menyn. År 2011 mottog restaurangen Dagens Nyheters restaurangpris Gulddraken i kategorin ”Krog mellan”. Restaurangen är belägen i ett funkishus från 1939 ritat av arkitektduon Hagstrand och Lindberg.
År 2014 introducerade restaurangen en vegansk trerättersmeny på matsedeln. Denna trerättersmeny är sedan dess ett stående inslag på matsedeln även om de veganska rätterna byts ut med jämna mellanrum. 

## I populärkultur
Delar av den guldbaggenominerade spelfilmen Darling regisserad av Johan Kling utspelar sig på Brasserie Godot. 